# 岡山スポーツ会館
株式会社岡山スポーツ会館（おかやまスポーツかいかん）とは、岡山県内に「OSKスポーツクラブ」の名称でスポーツクラブを展開する企業。

## 施設

### 直営店
- OSKスポーツクラブ岡山 - 岡山市北区絵図町1-50
- OSKスポーツクラブ藤原 - 岡山市中区さい84-1
- OSKスポーツクラブ総社 - 総社市門田381
- OSK西バイパスこども館 - 岡山市北区田中625-6

### 関連施設
- 健幸プラザ西大寺 - 岡山市東区西大寺川口327-1
  - 2001年 - 岡山市PFI事業としてオープン
- 御津スポーツパーク - 岡山市北区御津高津1566
  - 2015年 - 指定管理者：御津スポーツパーク OSK・両備共同事業体
- 建部町温泉プール『はっぽね』 - 岡山市北区建部町建部上899
- 建部町文化センター
  - 2015年 - 指定管理者：建部町文化コンソーシアム
- 津山市久米総合文化運動公園市民プール
  - 2019年 - 指定管理者：OSKグループ
- あかいわハートフル太陽　さんさん広場
  - 2019年 - 指定管理者：岡山スポーツ会館、OSKヘルスプロモーション